# Информационный барьер
Концепция «информационных барьеров» — концепция, которая была разработана академиком В. М. Глушковым. Она символизирует противоречие между информационными запросами общества и техническими возможностями их обеспечения. Существует три информационных барьера.

## Первый информационный барьер
Был связан с изобретением письменности, которая дала возможность сохранять и передавать знания. До этого мозг человека был единственным хранилищем информации. Первый информационный барьер был преодолен приблизительно в V тыс. до н. э.

## Второй информационный барьер
Был связан с изобретением книгопечатания, что резко увеличило число носителей информации. Этот барьер был преодолен приблизительно в XV в. Позже появились новые методы распространения и хранения информации — телеграф, телефон, фотография, телевидение, кино, магнитные записи. Но обработку информации по-прежнему выполнял исключительно мозг человека.

## Третий информационный барьер
Возник после появления ЭВМ, которые дали возможность организовать хранение больших массивов информации и быстрый поиск интересующих пользователя сведений. Однако при постоянном увеличении объемов хранимых данных и быстродействия ЭВМ возможности пользователя в части содержательной интерпретации полученных   результатов   остаются   практически   неизменными. Работа по преодолению барьера требует совершенствования, с одной стороны, технических средств хранения, обработки данных, а с другой — прикладных программ.